# Poitea paucifolia
Poitea paucifolia är en ärtväxtart som först beskrevs av Dc., och fick sitt nu gällande namn av Matt Lavin. Poitea paucifolia ingår i släktet Poitea och familjen ärtväxter. Inga underarter finns listade i Catalogue of Life.